# أبلق صومالي
أبلق صومالي (الاسم العلمي: Oenanthe phillipsi) (بالإنجليزية: Somali Wheatear)‏ هي نوع من الطيور يتبع جنس الأبلق من الفصيلة صائدات الذباب.